# José María Medina
Pour les articles homonymes, voir Medina.
José María Medina (né le 13 février 1921 à Paysandú en Uruguay et mort le 16 octobre 2005 à Montevideo en Uruguay) est un footballeur international uruguayen, qui évoluait au poste d'attaquant.

## Palmarès
- Champion d'Uruguay en 1946 avec le Club Nacional.
- Meilleur buteur du Championnat sud-américain de football de 1946 avec 7 buts[2].